# Cocoon (manga)
Cocoon (コクーン Kokūn?) es una serie de manga japonesa escrita e ilustrada por Machiko Kyō. Se publicó en la revista de manga josei Elegance Eve de Akita Shoten desde marzo de 2009 hasta mayo de 2010. Una adaptación televisiva de anime producida por Sasayuri se estrenará en marzo de 2025.

## Personajes
Mayu (マユ?)
 Seiyū: Hikari Mitsushima
San (サン?)
 Seiyū: Marika Itō

## Contenido de la obra

### Manga
Cocoon está escrita e ilustrada por Machiko Kyō y comenzó se publicó por entregas en la revista de manga josei Elegance Eve de Akita Shoten desde el 26 de marzo de 2009 hasta el 27 de mayo de 2010. La serie es la primera parte de la trilogía de manga de Kyō sobre la guerra. Sus capítulos se recopilaron en un solo volumen de libro el 5 de agosto de 2010. Un solo volumen tankōbon que consta de los capítulos de la serie y una historia paralela se lanzó el 17 de abril de 2015.

### Anime
El 27 de junio de 2023 se anunció una adaptación de la serie de televisión de anime. Está producida por Sasayuri y dirigida por Toko Ina, con Hitomi Tateno como productora de animación y Kensuke Ushio componiendo la música. El estreno está previsto para finales de marzo de 2025 en BS NHK, seguido de una emisión principal en agosto en NHK General TV.